# 태시 (유송)
태시(泰始)는 중국 송(宋) 명제(明帝)의 첫 번째 연호이다. 465년 12월에서 471년까지 6년 1개월 동안 사용하였다.
같은 시기에 사용된 다른 연호로는 북위(北魏)에서 사용한 화평(和平 : 460년 ~ 465년), 천안(天安 : 466년 ~ 467년), 황흥(皇興 : 467년 ~ 471년), 연흥(延興 : 471년 ~ 476년)이 있다.

## 개원
경화(景和) 원년 12월 7일(466년 1월 9일)에 태시(泰始)로 개원함.

## 연대대조표
| 태시                | 원년           | 2년             | 3년                 | 4년        | 5년        | 6년        | 7년                 |
| 서력                | 465년          | 466년           | 467년               | 468년      | 469년      | 470년      | 471년               |
| 육십간지 (六十干支) | 을사(乙巳)     | 병오(丙午)      | 정미(丁未)          | 무신(戊申) | 기유(己酉) | 경술(庚戌) | 신해(辛亥)          |
| 북위 (北魏)         | 화평(和平) 6년 | 천안(天安) 원년 | 2년 황흥(皇興) 원년 | 2년        | 3년        | 4년        | 5년 연흥(延興) 원년 |

## 삭일(1일)
| 태시 원년 (465년) | 1월             | 2월             | 3월             | 4월             | 5월             | 6월             | 7월             | 8월             | 9월             | 10월            | 11월            | 12월            |                 |
| ----------------- | --------------- | --------------- | --------------- | --------------- | --------------- | --------------- | --------------- | --------------- | --------------- | --------------- | --------------- | --------------- | --------------- |
| 삭일(음력)        | 을미일 (乙未日) | 갑자일 (甲子日) | 갑오일 (甲午日) | 계해일 (癸亥日) | 계사일 (癸巳日) | 임술일 (壬戌日) | 임진일 (壬辰日) | 신유일 (辛酉日) | 신묘일 (辛卯日) | 경신일 (庚申日) | 경인일 (庚寅日) | 경신일 (庚申日) |                 |
| 율리우스력        | 465년 2월 12일  | 3월 13일        | 4월 12일        | 5월 11일        | 6월 10일        | 7월 9일         | 8월 8일         | 9월 6일         | 10월 6일        | 11월 4일        | 12월 4일        | 466년 1월 3일   |                 |
| 태시 2년 (466년)  | 1월             | 2월             | 3월             | 4월             | 5월             | 6월             | 7월             | 8월             | 9월             | 10월            | 11월            | 12월            |                 |
| 삭일(음력)        | 기축일 (己丑日) | 기미일 (己未日) | 무자일 (戊子日) | 무오일 (戊午日) | 정해일 (丁亥日) | 정사일 (丁巳日) | 병술일 (丙戌日) | 병진일 (丙辰日) | 을유일 (乙酉日) | 을묘일 (乙卯日) | 갑신일 (甲申日) | 갑인일 (甲寅日) |                 |
| 율리우스력        | 466년 2월 1일   | 3월 3일         | 4월 1일         | 5월 1일         | 5월 30일        | 6월 29일        | 7월 28일        | 8월 27일        | 9월 25일        | 10월 25일       | 11월 23일       | 12월 23일       |                 |
| 태시 3년 (467년)  | 1월             | 윤1월           | 2월             | 3월             | 4월             | 5월             | 6월             | 7월             | 8월             | 9월             | 10월            | 11월            | 12월            |
| 삭일(음력)        | 계미일 (癸未日) | 계축일 (癸丑日) | 임오일 (壬午日) | 임자일 (壬子日) | 임오일 (壬午日) | 신해일 (辛亥日) | 신사일 (辛巳日) | 경술일 (庚戌日) | 경진일 (庚辰日) | 기유일 (己酉日) | 기묘일 (己卯日) | 무신일 (戊申日) | 무인일 (戊寅日) |
| 율리우스력        | 467년 1월 21일  | 2월 20일        | 3월 21일        | 4월 20일        | 5월 20일        | 6월 18일        | 7월 18일        | 8월 16일        | 9월 15일        | 10월 14일       | 11월 13일       | 12월 12일       | 468년 1월 11일  |
| 태시 4년 (468년)  | 1월             | 2월             | 3월             | 4월             | 5월             | 6월             | 7월             | 8월             | 9월             | 10월            | 11월            | 12월            |                 |
| 삭일(음력)        | 정미일 (丁未日) | 정축일 (丁丑日) | 병오일 (丙午日) | 병자일 (丙子日) | 을사일 (乙巳日) | 을해일 (乙亥日) | 을사일 (乙巳日) | 갑술일 (甲戌日) | 갑진일 (甲辰日) | 계유일 (癸酉日) | 계묘일 (癸卯日) | 임신일 (壬申日) |                 |
| 율리우스력        | 468년 2월 9일   | 3월 10일        | 4월 8일         | 5월 8일         | 6월 6일         | 7월 6일         | 8월 5일         | 9월 3일         | 10월 3일        | 11월 1일        | 12월 1일        | 12월 30일       |                 |
| 태시 5년 (469년)  | 1월             | 2월             | 3월             | 4월             | 5월             | 6월             | 7월             | 8월             | 9월             | 10월            | 11월            | 윤11월          | 12월            |
| 삭일(음력)        | 임인일 (壬寅日) | 신미일 (辛未日) | 신축일 (辛丑日) | 경오일 (庚午日) | 경자일 (庚子日) | 기사일 (己巳日) | 기해일 (己亥日) | 무진일 (戊辰日) | 무술일 (戊戌日) | 정묘일 (丁卯日) | 정유일 (丁酉日) | 정묘일 (丁卯日) | 병신일 (丙申日) |
| 율리우스력        | 469년 1월 29일  | 2월 27일        | 3월 29일        | 4월 27일        | 5월 27일        | 6월 25일        | 7월 25일        | 8월 23일        | 9월 22일        | 10월 21일       | 11월 20일       | 12월 20일       | 470년 1월 18일  |
| 태시 6년 (470년)  | 1월             | 2월             | 3월             | 4월             | 5월             | 6월             | 7월             | 8월             | 9월             | 10월            | 11월            | 12월            |                 |
| 삭일(음력)        | 병인일 (丙寅日) | 을미일 (乙未日) | 을축일 (乙丑日) | 갑오일 (甲午日) | 갑자일 (甲子日) | 계사일 (癸巳日) | 계해일 (癸亥日) | 임진일 (壬辰日) | 임술일 (壬戌日) | 신묘일 (辛卯日) | 신유일 (辛酉日) | 경인일 (庚寅日) |                 |
| 율리우스력        | 470년 2월 17일  | 3월 18일        | 4월 17일        | 5월 16일        | 6월 15일        | 7월 14일        | 8월 13일        | 9월 11일        | 10월 11일       | 11월 9일        | 12월 9일        | 471년 1월 7일   |                 |
| 태시 7년 (471년)  | 1월             | 2월             | 3월             | 4월             | 5월             | 6월             | 7월             | 8월             | 9월             | 10월            | 11월            | 12월            |                 |
| 삭일(음력)        | 경신일 (庚申日) | 기축일 (己丑日) | 기미일 (己未日) | 기축일 (己丑日) | 무오일 (戊午日) | 무자일 (戊子日) | 정사일 (丁巳日) | 정해일 (丁亥日) | 병진일 (丙辰日) | 병술일 (丙戌日) | 을묘일 (乙卯日) | 을유일 (乙酉日) |                 |
| 율리우스력        | 471년 2월 6일   | 3월 7일         | 4월 6일         | 5월 6일         | 6월 4일         | 7월 4일         | 8월 2일         | 9월 1일         | 9월 30일        | 10월 30일       | 11월 28일       | 12월 28일       |                 |

## 같이 보기
- 다른 왕조의 같은 연호
  - 서진(西晉) 태시(265년 ~ 274년)

- 중국의 연호

| 이전 연호 경화(景和) | 중국의 연호 송(宋) | 다음 연호 태예(泰豫) |